# Kachakorn Warasiha
Kachakorn Warasiha (ur. 27 czerwca 1994) – tajska judoczka. Olimpijka z Tokio 2020, gdzie zajęła siedemnaste miejsce w wadze półlekkiej.
Uczestniczka mistrzostw świata w 2019. Startowała w Pucharze Świata w 2018 i 2019. Brązowa medalistka igrzysk azjatyckich w 2018. Piąta na  mistrzostwach Azji w 2019 i 2021. Triumfatorka igrzysk Azji Południowo-Wschodniej w 2019 i trzecia a 2015 roku.

## Letnie Igrzyska Olimpijskie 2020
| Konkurencja | Eliminacje             | Klas. końcowa |
| Konkurencja | Przeciwnik I           | Miejsce       |
| ----------- | ---------------------- | ------------- |
| 52 kg       | Soumiya Iraoui (MAR) P | 17.           |